# Мардарьево
Мардарьево — деревня в Сергиево-Посадском районе Московской области России, входит в состав сельского поселения Селковское.

## Население
| 1835 | 1850 | 1857 | 1859 | 1895 | 1905 | 1926 | 2002 |
| ---- | ---- | ---- | ---- | ---- | ---- | ---- | ---- |
| 67   | ↗87  | →87  | ↗92  | ↗93  | ↗121 | ↗162 | ↘4   |
| 2006 | 2010 |      |      |      |      |      |      |
| ↘3   | →3   |      |      |      |      |      |      |

## География
Деревня Мардарьево расположена на севере Московской области, в северо-восточной части Сергиево-Посадского района, примерно в 88 км к северу от Московской кольцевой автодороги и 37 км к северу от станции Сергиев Посад Ярославского направления Московской железной дороги, по левому берегу реки Сухмани.
В 4,5 км к западу от деревни проходит автодорога Р104, в 19 км юго-восточнее — Ярославское шоссе М8, в 28 км к юго-западу — Московское большое кольцо А108. Ближайшие населённые пункты — деревни Власово и Горюшка.
Связана автобусным сообщением с городом Сергиевым Посадом.

## История
В «Списке населённых мест» 1862 года — владельческая деревня 2-го стана Переяславского уезда Владимирской губернии по правую сторону Углицкого просёлочного тракта, от границы Александровского уезда к Калязинскому, в 43 верстах от уездного города и 47 верстах от становой квартиры, при ручье Крестница, с 17 дворами и 92 жителями (45 мужчин, 47 женщин).
По данным на 1895 год — деревня Хребтовской волости Переяславского уезда с 93 жителями (56 мужчин, 37 женщин). Основными промыслами населения являлись возка и пилка лесного материала и изготовление гробов, 5 человек уезжало в качестве фабричных рабочих на отхожий промысел в Москву и уезды.
По материалам Всесоюзной переписи населения 1926 года — деревня Власовского сельсовета Хребтовской волости Сергиевского уезда Московской губернии в 18 км от Угличско-Сергиевского шоссе и 48 км от станции Сергиево Северной железной дороги; проживало 162 человека (72 мужчины, 90 женщин), насчитывалось 32 крестьянских хозяйства.
С 1929 года — населённый пункт Московской области в составе:
- Власовского сельсовета Константиновского района (1929—1954)[14],
- Хребтовского сельсовета Константиновского района (1954—1957)[15],
- Хребтовского сельсовета Загорского района (1957—1959)[16],
- Торгашинского сельсовета Загорского района (1959—1963, 1965—1991)[17][18],
- Торгашинского сельсовета Мытищинского укрупнённого сельского района (1963—1965)[18][19],
- Торгашинского сельсовета Сергиево-Посадского района (1991—1994)[19],
- Торгашинского сельского округа Сергиево-Посадского района (1994—2006)[20],
- сельского поселения Селковское Сергиево-Посадского района (2006 — н. в.)[21][22].